# Dennis Owusu
Dennis Owusu (* 5. Januar 2001 in Gießen) ist ein deutsch-ghanaischer Fußballspieler. Seit Januar 2025 steht er beim tschechischen Erstligisten Baník Ostrava unter Vertrag.

## Karriere
Owusu begann seine Fußballerlaufbahn in der Jugendabteilung des TSG Wieseck in seiner Geburtsstadt Gießen. 2016 wechselte er in die Nachwuchsabteilung des 1. FSV Mainz 05, für die er in der Saison 2017/18 zu zehn Einsätzen in der B-Junioren-Bundesliga kam. Anschließend wechselte er innerhalb der Rhein-Main Region zum SV Darmstadt 98, wo er mit der U19 in der Hessenliga spielte und zeitweise auch am Training der Profimannschaft teilnahm. Im Sommer 2020 wechselte Owusu zur Spielvereinigung Greuther Fürth, für deren zweite Mannschaft er zu vier Einsätzen in der Regionalliga Bayern kam. 2021 wechselte er zurück in seine Geburtsstadt zum FC Gießen, für den er in der Fußball-Regionalliga Südwest in der Saison 2021/22 regelmäßig in der Startelf stand. Es folgten weitere Engagements in der Regionalliga Südwest für den TSV Steinbach Haiger, die SG Barockstadt Fulda-Lehnerz und den SGV Freiberg, bevor Owusu im Januar 2025 seinen ersten Profivertrag bei Baník Ostrava unterschrieb. Am 9. Februar 2025 kam er zu seinem Profidebüt, als er beim 1:0-Sieg gegen SK Sigma Olomouc eingewechselt wurde.